# Requião Filho
Maurício Thadeu de Mello e Silva, mais conhecido como Requião Filho (Curitiba, 24 de outubro de 1979), é um advogado e político brasileiro, filiado ao Partido Democrático Trabalhista (PDT). Atualmente exerce o mandato de deputado estadual do estado do Paraná.

## Vida pessoal e formação acadêmica
Maurício Thadeu de Mello e Silva nasceu em Curitiba, sendo filho do político Roberto Requião e de Maristela Quarenghi. É formado em Direito pelo Centro Universitário de Brasília (UniCeub) e manteve um escritório de advocacia na capital federal até 2011, quando retornou para Curitiba.

## Carreira política
Em 2014, candidatou-se, pela primeira vez, para uma cadeira na Assembleia Legislativa do Paraná (ALEP). Ao obter 50.167 votos, tornou-se deputado estadual pelo Partido do Movimento Democrático Brasileiro (PMDB).
Nas eleições de 2016, foi candidato à prefeitura de Curitiba pela coligação Curitiba Justa e Sustentável, obtendo votos que o colocaram na 5° posição do pleito em primeiro turno, com 52.017 votos. Nas eleições de 2018, foi reeleito deputado estadual, com 82.652 votos.
No ano de 2022, deixou o MDB e filiou-se ao Partido dos Trabalhadores (PT), juntamente com seu pai, Roberto. Em outubro, foi reeleito deputado estadual pelo Paraná, obtendo 85.676 votos.
Em 2024, foi um dos 13 parlamentares que votaram contra o projeto do governador Ratinho Júnior que privatiza a gestão das escolas públicas do Paraná. Em janeiro de 2025, se desfiliou do PT alegando insatisfação com a condução do partido no Paraná e criticando o que classificou como um “projeto de poder”. Segundo ele, o PT possui “dono” e impede que novas lideranças cresçam dentro da sigla, priorizando sempre os mesmos nomes. Requião afirmou que a “gota d’água” para sua saída foi o apoio do Governo Federal a privatizações, como as de rodovias no Paraná e à venda da Copel, além do descumprimento de promessas feitas à população do estado.

## Desempenho em eleições
| Ano  | Eleição               | Partido | Coligação                                     | Cargo             | Vice                  | Votos          | Resultado           |
| ---- | --------------------- | ------- | --------------------------------------------- | ----------------- | --------------------- | -------------- | ------------------- |
| 2014 | Estaduais no Paraná   | MDB     | -                                             | Deputado Estadual | -                     | 50.167 (0,95%) | Eleito              |
| 2016 | Municipal de Curitiba | MDB     | Curitiba Justa e Saudável (MDB, REDE)         | Prefeito          | Jorge Bernardi (REDE) | 52.017 (5,60%) | Não eleito 5º Lugar |
| 2018 | Estaduais no Paraná   | MDB     | -                                             | Deputado Estadual | -                     | 82.852 (1,57%) | Eleito              |
| 2022 | Estaduais no Paraná   | PT      | Federação Brasil da Esperança (PT, PCdoB, PV) | Deputado Estadual | -                     | 85.676 (1,41%) | Eleito              |